# Roccamare
Roccamare è una località balneare del comune di Castiglione della Pescaia, in provincia di Grosseto.

## Geografia fisica
Roccamare dista dal capoluogo comunale circa 5 km e circa 24 km da Grosseto ed è situata a nord di Castiglione all'interno di una fitta pineta, lungo il corso del fosso Tonfone, breve corso d'acqua lungo appena 4 km che nasce nelle vicinanze di Pian di Rocca e sfocia nel mar Tirreno presso la spiaggia di Roccamare.

### Pineta di Roccamare
La località è situata all'interno della pineta di Roccamare, un'ampia pineta che si estende per più di 8 km nel territorio di Castiglione della Pescaia, lungo il litorale tirrenico tra la frazione di Riva del Sole a sud e quella di Rocchette a nord. All'estremità sud della pineta sorge il promontorio definito Capezzolo, mentre all'estremità nord è delimitata dal promontorio di Punta Ala, dove si trova la frazione di Rocchette. La pineta è caratterizzata per la presenza di pini marittimi e pini domestici, con i primi che risultano più presenti in prossimità del litorale ed i secondi verso il retroterra. Si ritrovano anche specie endemiche di macchia mediterranea. Nell'antichità la pineta era una zona paludosa che faceva da margine all'ormai scomparso lago Prile, e nel corso del Settecento, a seguito delle opere di bonifica effettuate dai Lorena, e successivamente dal fascismo, la pineta assunse l'aspetto che ha adesso, così come successe per la pineta del Tombolo, che invece collega Castiglione della Pescaia a nord con Marina di Grosseto a sud.

## Storia
Roccamare è un insediamento moderno andatosi a sviluppare nel corso del XX secolo insieme alla frazione di Riva del Sole, alla quale è adiacente, dopo le ultime bonifiche della Maremma.
La località nasce da un progetto di utilizzare l'ampia pineta per costruirvi al suo interno una lottizzazione o gated community con strade e moderne abitazioni, specialmente ville e ampi caseggiati a poca distanza dalla spiaggia. Le circa duecento ville furono realizzate in gran parte a partire dal 1963, per proseguire nel corso degli anni settanta e ottanta, dall'architetto Ugo Miglietta, con il nome progettuale di Villa in pineta, caratterizzate da rivestimenti in pietra e tetti piatti aggettanti che sembrano attingere alla matrice wrightiana, o dall'architetto Antonio Canali, di stile etnico-tradizionale, con tetti a padiglione ed ampi patio.

## Monumenti e luoghi d'interesse
Nata nel secolo scorso come frazione balneare a vocazione turistico-residenziale, Roccamare non possiede monumenti storici all'interno del suo perimetro, ma è possibile segnalare alcune strutture di interesse artistico-architettonico realizzate a partire dalla fine degli anni cinquanta, che hanno suscitato apprezzamenti nel campo dell'architettura contemporanea. Sono qui elencate le principali ville che hanno ricevuto recensioni su diverse pubblicazioni specialistiche:
- Villa Bartolini, realizzata tra il 1957 e il 1958 dall'architetto Ernesto Nathan Rogers come rivisitazione in chiave moderna delle case coloniche maremmane,[4][5][6] unica tre le opere contemporanee del territorio grossetano ad essere dichiarata di particolare interesse storico-artistico dai Beni Culturali e Paesaggistici della Toscana.[7]
- Villa Bertini, costruita nel 1962 su progetto degli architetti Roberto Monsani e Luigi e Giancarlo Bicocchi, con la collaborazione dell'ingegner Lisindo Baldassini, si inserisce nel contesto ambientale creando continuità tra esterno ed interno, con l'utilizzo di vetrate e pareti in mattoni a vista in bianco opaco, che insistendo sul gioco a incastro si incrociano ortogonalmente creando un effetto labirintico che ricorda quello della fitta pineta.[8][9][10]
- Villa Verusio, realizzata contemporaneamente alla Villa Bertini dagli stessi architetti, gioca con ampie vetrate sull'effetto trasparenza interno-esterno che si inserisce nella pineta e che individua il proprio tema principale nelle articolazioni planimetriche che si insinuano tra pianta e pianta.[11][12][13]
- Villa Fraschetti, realizzata dagli architetti Monsani & Bicocchi nel 1965, segue il canone delle precedenti, con continua intersezione di spazi scoperti con spazi coperti.[14][15][16]
- Casa dei Pini, precedentemente conosciuta come Villa Baldassini, costruita nel 1972 su progetto dello studio fiorentino 3BM (Giancarlo e Luigi Bicocchi con Lisindo Baldassini e Roberto Monsani), propone un'evoluzione delle opere precedenti a Roccamare, lo schema modulare della sua struttura portante interamente in acciaio verniciato, insieme all'involucro mobile costituito unicamente da grandi vetrate scorrevoli, genera configurazioni sempre diverse nel rapporto tra ambienti interni e spazi aperti.[15][16][17] Nel 2008 il progetto dell'architetto livornese Paola Talá, va ad interessare la villa e il suo giardino con opere di ridefinizione ed integrazione all'architettura esistente che ribadiscono la forza originaria della spazialità senza alterare il senso del primitivo edificio.[18]
- Villa Settepassi, finita di costruire nel 1986 su progetto del 1966 di Pier Niccolò Berardi, sfrutta i dislivelli del terreno su richiamo della casa rustica mediterranea, con rifiniture in grassello alle pareti, pavimento in ceramica rustica fiorentina e porte in massello.[19][20] La tipologia della struttura è stata anche ripresa dall'architetto Canali per la costruzione di alcune ville della "gated community".[21]

Nel 1970 è stata realizzata una cappella, su progetto di Ugo Miglietta, riservata agli abitanti del comprensorio ed officiata nel periodo estivo.

## Società

### Evoluzione demografica
Quella che segue è l'evoluzione demografica del centro abitato di Roccamare.
| Anno | Abitanti |
| ---- | -------- |
| 1981 | 83       |
| 1991 | 72       |
| 2001 | 107      |
| 2011 | 63       |

## Infrastrutture e trasporti
La frazione è attraversata dalla strada provinciale 158 delle Collacchie, che la collega a nord con Follonica e a sud con Grosseto. La pineta di Roccamare è inoltre attraversata interamente dalla pista ciclabile Castiglione della Pescaia-Bivio di Rocchette, che partendo dal centro del capoluogo comunale, attraversa la frazione stessa di Roccamare fino al bivio che porta in direzione della frazione di Rocchette.

## Cultura
Roccamare è l'abituale meta estiva del politico Romano Prodi ed è stata in passato anche rifugio estivo dello scrittore Italo Calvino, che vi trascorreva tutte le estati, a partire dagli anni settanta fino al settembre del 1985, quando fu qui colpito dall'ictus che lo portò alla morte. La stessa pineta di Roccamare e le sue spiagge sono servite allo scrittore come ispirazione nella sua opera Palomar. Il suo corpo, come da indicazioni da lui lasciate, è sepolto al cimitero di Castiglione della Pescaia. Altro illustre residente della frazione è stato lo scrittore Pietro Citati (venuto a mancare proprio a Roccamare nel luglio 2022), e fu proprio lui a far conoscere Roccamare a Calvino, quando nel 1972 lo invitò a trascorrere dei giorni nella sua villa. Altre ville sono state la residenza dello scrittore ed editor Carlo Fruttero , così come anche del noto sceneggiatore Furio Scarpelli e dell’etnografo Fabrizio Mori. 
L'atmosfera delle ville nella pineta e del paese balneare durante l'inverno sono protagoniste del giallo di Fruttero & Lucentini  Enigma in luogo di mare. 
Fruttero si è spento a Roccamare il 15 gennaio 2012 ed è stato sepolto nel cimitero di Castiglione della Pescaia.
Autori della generazione successiva che hanno trascorso le estati a Roccamare sono Edoardo Albinati, Giacomo Scarpelli, Sandro Veronesi.
A Roccamare hanno risieduto anche il direttore d´orchestra Georg Solti, le attrici Sophia Loren e Claudia Cardinale, l'attore Roger Moore, il produttore Carlo Ponti, l'esploratore e navigatore Ambrogio Fogar, il re di Spagna Juan Carlos di Borbone, che tutti gli anni raggiunge la località per andare a fare vela a Punta Ala, i politici Alberto Michelini e Stefano Passigli, il banchiere Siegmund Warburg, l'attore Francesco Nuti e il regista Giovanni Veronesi, il quale, durante il corso delle riprese per il film Manuale d'amore 3, ha ospitato nella sua villa gli attori Robert De Niro e Monica Bellucci.